# Jozef Janiga
Jozef Janiga (23. dubna 1939 – 18. ledna 2002) byl slovenský fotbalový obránce. Je pohřben v Žilině.

## Hráčská kariéra
Začínal v Lokomotívě Vrútky. V sezoně 1960/61 se podílel na návratu Dynama Žilina do nejvyšší soutěže.
V československé lize hrál za Spartak LZ Plzeň ve 26 zápasech, aniž by skóroval (03.09.1961–16.06.1963). Po sestupu Plzně se vrátil na Slovensko.

### Prvoligová bilance
| Ročník             | Zápasy | Góly | Minuty | Klub                |
| ------------------ | ------ | ---- | ------ | ------------------- |
| I. liga 1961/62    | 6      | 0    | 364    | TJ Spartak LZ Plzeň |
| I. liga 1962/63    | 20     | 0    | 1 755  | TJ Spartak LZ Plzeň |
| CELKEM I. ČS. LIGA | 26     | 0    | 2 119  |                     |